# ウォーリアーII
ウォーリアーⅡは、1989年11月にSANKYOが発売した、センター役物の中に銃を持った人形が配置されているパチンコ機のシリーズ名。
ウォーリアーⅡの1機種がある。

## 概要
貯留機能を搭載していないオーソドックスな羽根モノタイプ。セル盤のデザインは戦争を題材にしたものとなっている。役物中央に配置されている銃を構えた人形の名前は「Mr.ウォーリアー」である。スタートチャッカーへ入賞した時や大当たり中はMr.ウォーリアーが様々なアクションを行い、羽根に拾われた玉の動きに変化を与える。Mr.ウォーリアーの足の間には、玉を真っ直ぐにVゾーンへと誘導するガードがあり、うまくこの部分に玉が入れば高確率でV入賞となる。

## スペック
- ウォーリアーⅡ
  - 賞球数 ALL13
  - 大当たり最高継続 8R

## 演出
センター役物の羽根は1チャッカー入賞時には0.45秒、2チャッカー入賞時には0.6秒2回開放される。いずれかのスタートチャッカーに入賞するとMr.ウォーリアーは前進した後に、左右に動きながら後退するアクションを見せる。

大当たり前半はMr.ウォーリアーが前進し、左右に動き続ける。玉が5個入賞した後は役物内に変化が起き、Mr.ウォーリアーは前進と後退を繰り返す。同時にVゾーンが割れたり戻ったりする動きを繰り返すのでV入賞率が高くなり大当たりラウンドが継続しやすくなる。玉が7個入賞した後は、Mr.ウォーリアーは後退し、元の位置に戻る。

## サウンドトラック
- 『The Pachinko Music from SANKYO Ⅱ』 キングレコード、1991年3月21日。KICA-1027。
  - BGMが収録されている。